# Ocalaria pavo
Ocalaria pavo är en fjärilsart som beskrevs av William Schaus 1913. Ocalaria pavo ingår i släktet Ocalaria och familjen nattflyn. Inga underarter finns listade i Catalogue of Life.